# Padbury
Padbury est une paroisse civile et un village du Buckinghamshire, en Angleterre. Il est situé près de Milton Keynes, à un peu moins de 80 km au nord de Londres, et se trouve sur la route A413 (en) qui relie Buckingham et Winslow.

## Histoire
Le nom du village est d'origine vieille-anglaise et signifie « forteresse de Padda ». Dans le Domesday Book de 1086, le village est enregistré sous le nom de Pateberie. Vers l'époque de la conquête normande, le manoir de Padbury a été échangé contre le manoir d'Iver, entre Robert d'Oilly et Robert Clarenbold of the Marsh.
Dans le Domesday Book, le village avait la particularité d'être l'un des rares villages du pays à appartenir à une famille autochtone plutôt qu'à une famille normande. Il est resté dans cette famille (qui a pris plus tard le nom « de Wolverton » d'après la ville de Wolverton) jusqu'en 1442, date à laquelle il a été vendu à l'All Souls College d'Oxford.
Pendant la première révolution anglaise, Padbury a été le théâtre d'une escarmouche entre des forces royalistes dirigées par Charles Lucas et parlementaires conduites par John Middleton. Les royalistes l'emportèrent à cette occasion, et l'enterrement de huit soldats parlementaires est consigné dans le registre des enterrements du 2 juillet 1643.

## Activités
Le village a deux pubs, The New Inn et The Blackbird. Il dispose de deux courts de tennis, d'un terrain de football et d'une aire de jeux polyvalente.

## Enseignement
La Padbury Church of England School est une école primaire mixte de l'Église d'Angleterre. Il s'agit d'une école contrôlée bénévolement (en) qui accueille des enfants de quatre à onze ans. L'école compte environ 110 élèves et a été classée en 2019 parmi les 10 écoles les plus performantes sur plus de 220 écoles primaires du Buckinghamshire.